# Honorio Bórquez
Juan Honorio Bórquez Legue (Maullín, Chile; 5 de septiembre de 1947-Puerto Montt, Chile; 17 de noviembre de 2024)fue un boxeador chileno de la categoría de peso superwélter.
Participó en los Juegos Olímpicos de México 1968 en la categoría de -71kg donde perdió en la primera ronda por decisión unánime ante Stephen Thega de Kenia.

## Vida
Nació y su infancia transcurrió en Maullín, donde creció junto a su padre y hermanos. “Mi papá era campesino, era arriero, como le decían antiguamente, el hombre que acarreaba piños de animales de un pueblo a otro, al matadero, o lo cuidaba dentro de los campos que él tenía a su cargo”, señaló. Con apenas 6 años, su vida cambió producto del asesinato de su padre. “Fue un día de domingo, como dice el verso. Un domingo fatal” rememoró el día cuando su padre fue atacado por una disputa por tierras. “Y aparecieron ellos y se lanzaron donde estaba mi padre lanzando de balazos y lo atacaron con palos, con hachas, con todo. Mi padre era muy fuerte. Así que se defendió y terminó entregando su vida” declaró.
Después de esta trágedia, su familia se traslada a Puerto Montt, donde comenzó a entrenar el Club Deportivo Lintz, a instancia de uno de sus hermanos. Fue en aquella época que se ganó el apodo de "El Coloso", por la fuerza con que golpeaba con ambas manos. Pasó gran parte de su vida en Puerto Montt.

### Matrimonio e hijos
Se encontraba casado con Nancy Mansilla, desde 1968 por 56 años y, tuvieron tres hijos: Honorio, entrenador de fútbol; Zuly, trabajadora administrativa; y Alba, microempresaria.

## Carrera
Bórquez, comenzó su camino en el boxeo en 1965, destacando en el Campeonato de los Barrios de Puerto Montt. Al año siguiente, su talento lo llevó a convertirse en campeón nacional en la categoría mediano ligero, título que revalidó en 1967, 1968 y 1969. Fue en 1968 cuando alcanzó uno de sus mayores logros al representar a Chile en los Juegos Olímpicos de México, enfrentando al alemán Günther Meier en la primera ronda. Ese mismo año, se coronó campeón del Campeonato Latinoamericano de Boxeo en Santiago, venciendo a rivales de la talla de Miguel de Oliveira y Víctor Galíndez, ambos futuros campeones mundiales.
Entre sus triunfos más recordados se encuentra la victoria sobre Galíndez y de Oliveira, convirtiéndose en un referente del boxeo sudamericano. Además, en 1968 fue nombrado ciudadano benemérito de Puerto Montt por su destacada trayectoria deportiva.
Tras dejar el boxeo, no se alejó del deporte. En 1975, se trasladó a Puerto Natales, donde fue entrenador del Club Deportivo Esmeralda y, posteriormente, de selecciones regionales en Magallanes y Punta Arenas, obteniendo títulos nacionales con destacados pupilos. Regresó a Puerto Montt en 1992, donde continuó como entrenador en la escuela de boxeo que lleva su nombre, inspirando a jóvenes boxeadores.
Además de su legado en el ring, Bórquez tuvo una extensa carrera en el ámbito educativo y de seguridad. Durante casi tres décadas, se desempeñó como inspector educacional en varios liceos de Puerto Montt y trabajó en programas de reinserción deportiva en centros penitenciarios.